# Francis Rogallo
Francis Melwin Rogallo (27. januar 1912 – 1. september 2009[kilde mangler]) var en amerikansk aeronautisk ingeniør og opfinder.
I 1948 søgte Francis Rogallo og Gertrude Rogallo om at få patent på en fleksibel, vinget drage.  I 1960'erne og 1970'erne videreudviklede Francis Rogallo hos NASA dette design til Rogallo vingen, som skulle bruges ved månelandinger. Selv om faldskærme blev valgt i stedet for denne, blev Rogallo vingen starten på moderne hanggliding. Pr. 2003 har Rogallo haft nye designs til drageflyvning.
Francis Rogallo boede i sin sidste tid i Southern Shores, North Carolina, i nærheden af Kitty Hawk, hvor moderne luftfart blev 'født'. 